# Joan Rosell i Sanuy
Joan Rosell i Sanuy (Àger, Noguera, 1936) és un geòleg català, germà de l'artista Benet Rossell.

## Biografia
Doctor en geologia (1963). Ha estat col·laborador científic del CSIC, professor agregat de geodinàmica interna de la Universitat de Barcelona, professor agregat d'estratigrafia de la Universidad de Granada, i finalment catedràtic d'estratigrafia i geologia històrica de la Universitat Autònoma de Barcelona. A partir de la dècada del 1970 va promoure la sedimentologia moderna com a especialitat i com a ensenyament dins i fora de la universitat espanyola. Va ser promotor de la secció de ciències geològiques de la Universitat Autònoma de Barcelona. Alhora, ha treballat com a consultor de companyies petrolieres. Ha dirigit 20 tesis de doctorat i una seixantena de tesines. Ha publicat 120 treballs científics.
Entre els seus treballs destaquen els estudis de la gènesi i evolució del prepirineu i de l'illa de Menorca, i la seva aportació ha estat fonamental per a la realització del mapa geològic de Catalunya a escala 1:50.000, així com del mapa geològic de Menorca a escala 1:25.000. Entre 1981 i 1985 fou vicepresident de la International Association of Sedimentologists. L'any 2000 fou nomenat Fill Adoptiu de Tremp (Pallars Jussà). El 2010 ha estat guardonat amb la Creu de Sant Jordi de la Generalitat de Catalunya, i el 2011 amb el premi Albo d'Oro atorgat pel museu de Castell'Arquato de la Emilia Romanya (Itàlia).

## Obres
- Tesis Doctoral: Estudio geológico del sector del Prepirineo comprendido entre los ríos Segre y Noguera Ribagorzana (Provincia de Lérida), tesis doctoral publicada per l'Instituto de Estudios Pirenaicos de l'Instituto "Jaime Almera" de Investigaciones Geológicas. C.S.I.C. Separata de "Pirineos", núms. 75 al 78, any XXI. (1967)
- Obres de divulgació científica:
  - Guia geològica del Montsec i de la vall d'Àger, Joan Rosell i Carme Llompart. Editorial Montblanc-Martín, C.E.C., Barcelona (1988)
  - El naixement d'una illa, MENORCA. Guia de geologia pràctica, Joan Rosell Sanuy i Carme Llompart i Díaz. Institut Menorquí d'Estudis (2002) ISBN 84-95718-05-7
  - Geología de Catalunya (2002) Enseñanza de las ciencias de la tierra: Revista de la Asociación Española para la Enseñanza de las Ciencias de la Tierra, ISSN 1132-9157, Vol. 10, Nº. 1, 2002, págs. 2-16
  - Montclús: misteriós naixement i desaparició d'un poble, Joan Rosell, Rogeli Linares, Francesc Fité, Carles Roqué, Carme Llompart i Mariona Losantos. Institut Geològic de Catalunya (2010) ISBN 9788439383826
  - Gestació i naixement de la serra del Montsec, Joan Rosell Sanuy. Garsineu Edicions, Tremp (2014)  ISBN 978-84-941734-3-1
  - El substrat geològic del poble d'Àger: Àger sense cases, Joan Rosell Sanuy. Garsineu Edicions, Tremp (2017). ISBN 978-84-947899-0-8
  - Guia de punts d'interès geològic de la vall d'Àger, Joan Rosell Sanuy. Garsineu Edicions, Tremp (2020). ISBN 978-84-121935-5-8
- Algunes cites bibliogràfiques de treballs científics recents:
  - R. LINARES, J. ROSELL, C. ROQUÉ, F. GUTIÉRREZ. 2010. Origin and evolution of tufa mounds related to artesian karstic springs in Isona area (Pyrenees, NE Spain). Geodinamica Acta, Vol. 23/1-3, pp. 129–150 - 
  - F. GUTIÉRREZ, R. LINARES, C. ROQUÉ, M. ZARROCA, J. ROSELL, J.P. GALVE, and D. CARBONEL. 2012. Investigating gravitational grabens related to lateral spreading and evaporite dissolution subsidence by means of detailed mapping, trenching, and electrical resistivity tomography (Spanish Pyrenees). Lithosphere, vol. 4, pp. 331-353, First published on June 4, 2012. doi:10.1130/L202.1 
  - M. ZARROCA, R. LINARES, C. ROQUÉ, J. ROSELL, F. GUTIÉRREZ. 2014. Integrated geophysical and morphostratigraphic approach to investigate a coseismic (?) translational slide responsible for the destruction of the Montclús village (Spanish Pyrenees). Landslides, vol. 11, Issue 4, pp. 655–671. doi:10.1007/s10346-013-0427-z 
  - F. GUTIÉRREZ, R. LINARES, C. ROQUÉ, M. ZARROCA, D. CARBONEL, J. ROSELL, M. GUTIÉRREZ. 2015. Large Landslides Associated with a Diapiric Fold in Canelles Reservoir (Spanish Pyrenees): Detailed Geological–geomorphological Mapping, Trenching and Electrical Resistivity Imaging. Geomorphology, vol. 241, Supplement C, pp. 224–242. doi:10.1016/j.geomorph.2015.04.016 
  - J. BASTIDA, R. LINARES, A. M. LÓPEZ BUENDÍA, M. C. OSÁCAR, J. ROSELL, M. ZARROCA. 2017. Weathering Evolution in Lutites of the K/Pg Transition Red Beds of the Tremp Group (Tremp-Isona Basin, South Pyrenees). Clay Minerals 52, 1, 107-126. doi:10.1180/claymin.2017.052.1.08.